# Юнна Юнеруп
Юнна Юнеруп (швед. Jonna Jonerup; нар. 22 липня 1969) — колишня шведська тенісистка.
Найвищу одиночну позицію світового рейтингу — 147 місце досягла 2 січня 1989, парну — 184 місце — 1 квітня 1991 року.
Здобула 3 одиночні та 2 парні титули туру ITF.

## Фінали ITF
| турніри $75,000 |
| турніри $50,000 |
| турніри $25,000 |
| турніри $10,000 |

### Одиночний розряд (3–1)
| Результат | Ранг | Дата              | Турнір                       | Покриття   | Суперниця       | Рахунок       |
| --------- | ---- | ----------------- | ---------------------------- | ---------- | --------------- | ------------- |
| Перемога  | 1.   | 9 травня 1987     | ITF Борнмут, Велика Британія | Тверде     | Сара Салліван   | 2–6, 6–3, 6–3 |
| Поразка   | 2.   | 27 вересня 1987   | ITF Шибеник, Югославія       | Ґрунт      | Гестер Вітвут   | 3–6, 0–6      |
| Перемога  | 3.   | 7 лютого 1988     | ITF Стокгольм, Швеція        | Килим (i)  | Дженніфер Ф'юкс | 6–4, 6–0      |
| Перемога  | 4.   | 13 листопада 1989 | ITF Телфорд, Велика Британія | Тверде (i) | Андреа Мюллер   | 2–6, 6–3, 7–5 |

### Парний розряд (2–4)
| Результат | Ранг | Дата            | Турнір                  | Покриття  | Партнерка        | Суперниці                         | Рахунок       |
| --------- | ---- | --------------- | ----------------------- | --------- | ---------------- | --------------------------------- | ------------- |
| Поразка   | 1.   | 19 січня 1987   | ITF Стокгольм, Швеція   | Килим (i) | Марія Страндлунд | Катрін Єкселл Гелена Олссон       | 2–6, 3–6      |
| Перемога  | 2.   | 2 лютого 1987   | ITF Герсгольм, Данія    | Килим (i) | Марія Страндлунд | Марія Екстранд Лоне Ванборґ       | 6–1, 6–3      |
| Поразка   | 3.   | 21 вересня 1987 | ITF Шибеник, Югославія  | Ґрунт     | Марія Страндлунд | Ївонне дер Кіндерен Гестер Вітвут | 3–6, 3–6      |
| Поразка   | 4.   | 1 лютого 1988   | ITF Єнчепінг, Швеція    | Килим (i) | Марія Страндлунд | Дженніфер Ф'юкс Джилл Смоллер     | 2–6, 4–6      |
| Перемога  | 5.   | 8 лютого 1988   | ITF Ставангер, Норвегія | Килим (i) | Марія Страндлунд | Софі Ам'яш Лайза Боббі            | 6–2, 7–6      |
| Поразка   | 6.   | 24 червня 1991  | ITF Роннебю, Швеція     | Ґрунт     | Сімоне Шилдер    | Джессіка Еммонс Марія Ліндстрем   | 6–3, 2–6, 4–6 |